# Castel Vecchio

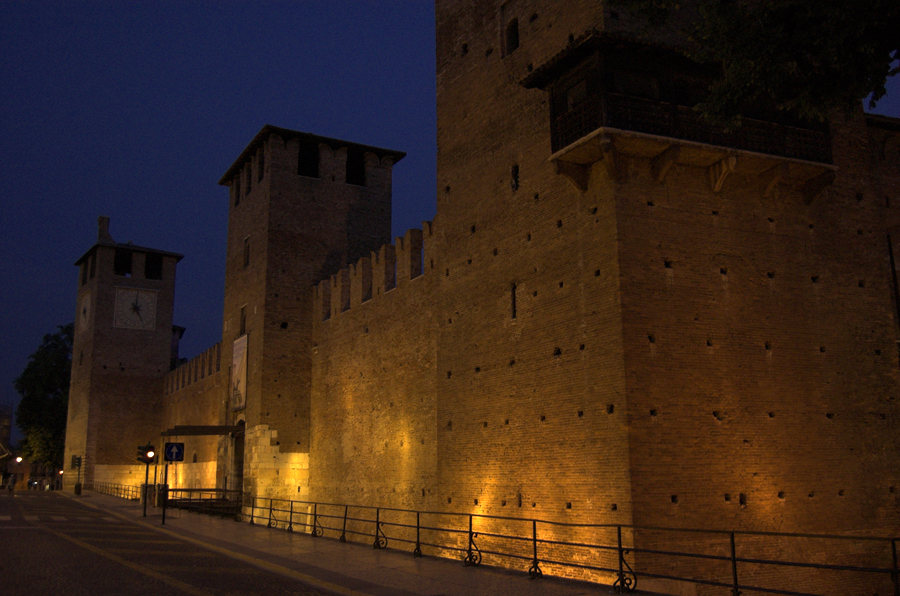
Vista nocturna do exterior do Castel Vecchio.

O Castel Vecchio, ou Castelvecchio, originariamente chamado de Castello di San Martino in Aquaro, é um castelo italiano localizado em Verona; também utilizado como museu, com o nome de Museo Civico di Castelvecchio, é o mais importante monumento militar da signoria Scaligera.

## Toponímia
Inicialmente o castelo recebeu o nome de San Martino in Aquaro devido à preexistente igreja incluida na praça de armas, cuja existência remontava ao século VIII. A toponímia pode ser atribuída tanto à vizinhança do Adigetto (aquário ou canal) como à vizinhança duma ponte (quaro), que atravessava o dito canal, ou o Rio Ádige. O edifício só tomou o nome de Castel Vecchio depois da construção do Castel San Felice e do Castel San Pietro.

## Funções do castelo
O novo castelo encontrava-se entre a testa da cerca à direita do Ádige, junto à Catena Superiore, e a testa da cerca à esquerda do mesmo rio, junto à Porta San Giorgio. A essência funcional e arquitectónica da sua posição assenta no facto de constituir um elemento da defesa urbana inseparável do rio, e ao mesmo tempo predisposto para projectar a sua acção para lá do próprio rio.
A Ponte Scaligero, de uso exclusivo do castelo, servia como via de fuga ou de acesso para as ajudas provenientes do Vale do Ádige, evitando, assim, que o rio se tornasse numa barreira insuperável. Mas, no interior do complexo sistema defensivo urbano podia servir para organizar saídas, de modo a operar tacticamente na margem oposta do rio.
O castelo foi pensado como fulcro de todo o sistema defensivo, e a sua torre de menagem como centro do controle visual da cidade, à esquerda e à direita do Ádige, e da paisagem circundante.

## História

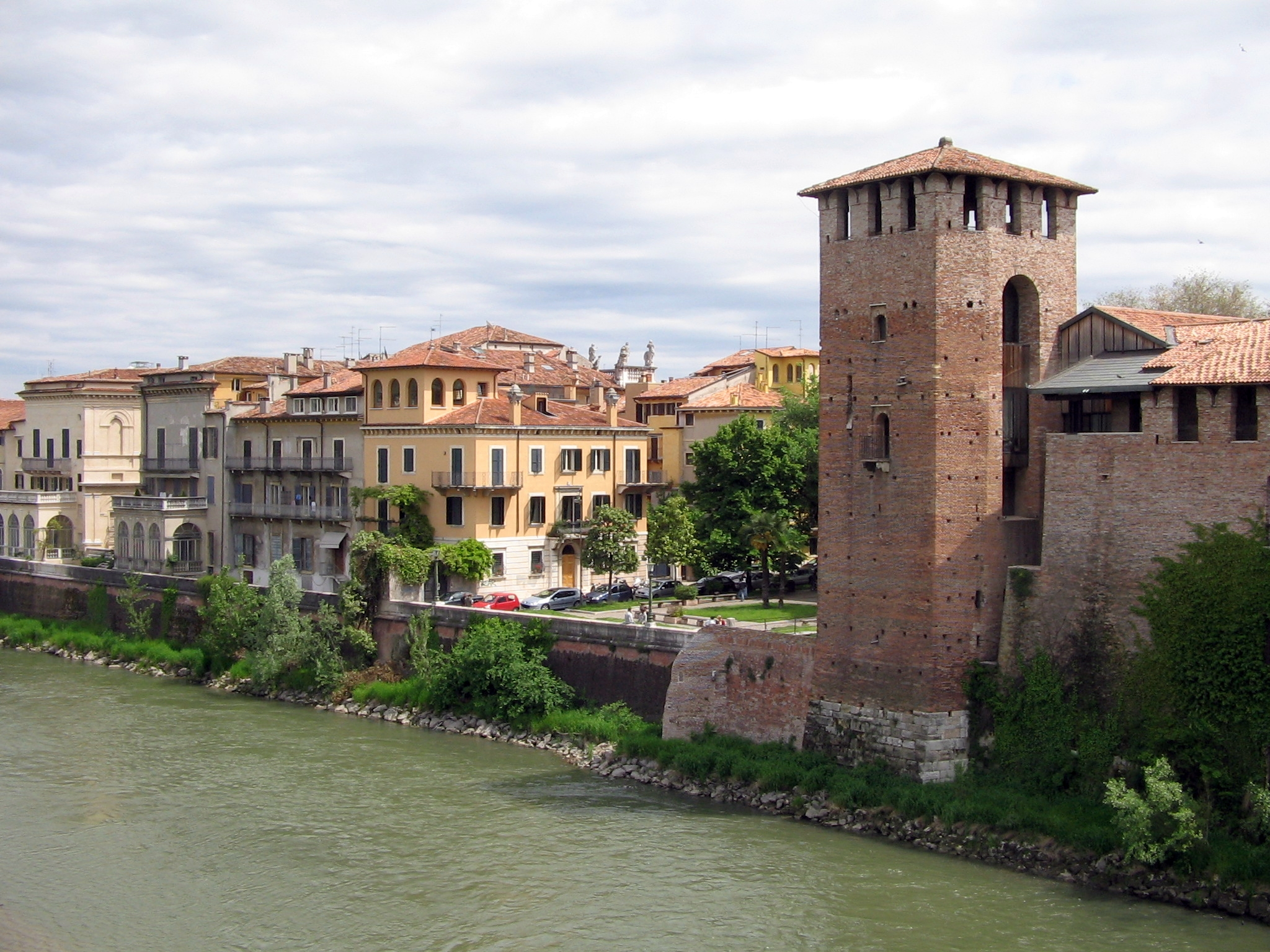
O Castel Vecchio visto da Ponte Scaligero.

A história da construção do castelo é complexa e prolongada no tempo: a complexidade deriva, em geral, da importância da sua posição na organização urbana e, em particular, da sua estreita ligação, morfológica e funcional, com a muralha urbana erguida na época comunal ao longo do Adigetto. Não é aqui irrelevante a presença da porta gerada pelo Arco dei Gavi, englobada na própria muralha comunal. Um outro elemento de hipotética configuração original do castelo pode ter sido a construção encomendada por Alberto I della Scala, em 1298, de resgate, a muralha que devia servir para controlar o Àdige na grande curva entre a muralha comunal e o burgo murado de San Zeno. As muralhas comunais, o Adigetto e a muralha de Alberto na margem fluvial delimitavam uma implantação em forma de trapézio irregular, adequado para ampliar a defesa em relação ao exterior, com um novo recinto murado destinado a tornar-se na base ocidental da cerca comunal. Este pode ser o núcleo primitivo do castelo em finais do século XIII, hoje reconhecível no recinto em trapézio.
A intervenção definitiva, ordenada por Cangrande II della Scala e datada de 1354, configura um verdadeiro castelo urbano. Colocada a fortaleza preexistente a sul da muralha comunal, a qual assume a forma de residência fortificada, foi construído a norte o grande recinto rectangular da praça de armas. Ao mesmo tempo foi edificada a Ponte Scaligero sobre o Ádige. O complexo fortificado foi concluído em 1376, por Antonio e Bartolomeo I della Scala, com a construção da torre de menagem.

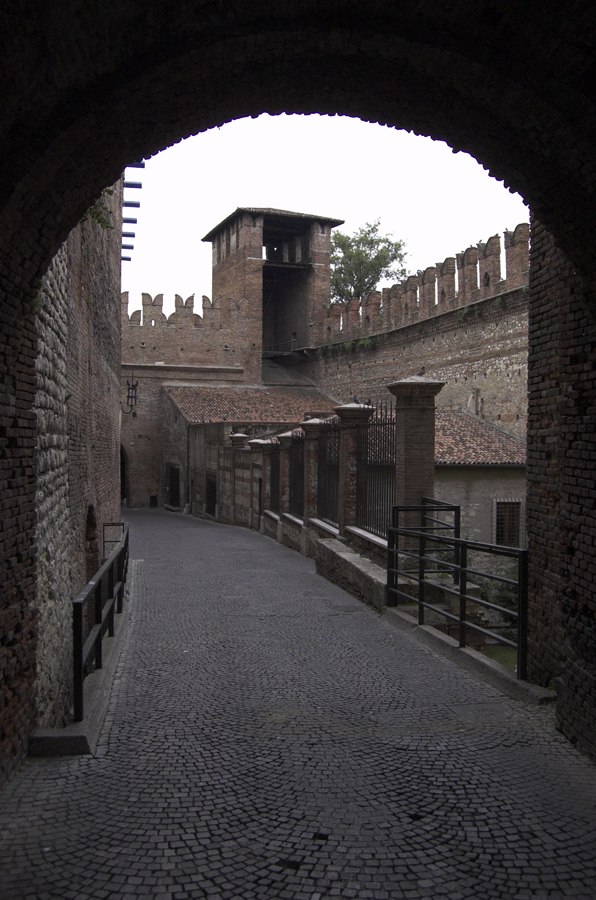
O pátio da torre de menagem.

Nos anos da signoria viscontea, a construção do novo posto defensivo do Castel San Pietro diminuiu a função defensiva inicial do Castello di San Martino, que, no entanto, assumiu importância em relação ao novo sistema de equipamentos logísticos da Cittadella, o amplo quadrângulo fortificado expandido a sudoeste, entre a muralha comunal e a muralha dos della Scala, também destinado ao acampamento das milícias. Este espaço, completamente defendido por muralhas, estava em comunicação directa com o Castel Vecchio através da estrada coberta que existia entre a muralha comunal e a ante-muralha. Por outro lado, no coroamento da cerca comunal foram duplicadas as ameias, como forma de obter uma protecção, do próprio castelo à Piazza Bra.
Na época véneta o Castel Vecchio era usado como residência do castelão e do capelão, como caserna, arsenal de artilharia, armaria, paiol de pólvora e armazém para as reservas alimentares. Parte da torre de menagem era utilizada como cárcere; uma outra residência para o castelão estava instalada na Reggia. Em 1759, o Castel Vecchio tornou-se sede do Veneto Militar Collegio, instituído para a formação de engenheiros a enquadrar num corpo técnico militar. O novo e prestigioso destino tornou necessária a organização dos edifícios existentes no pátio meridional e a construção de um novo edifício ortogonal à Reggia. No pátio setentrional permanecia o aquartelamento dos soldados e o depósito de materiais de artilharia em estruturas opostamente dispostas no espaço interno.

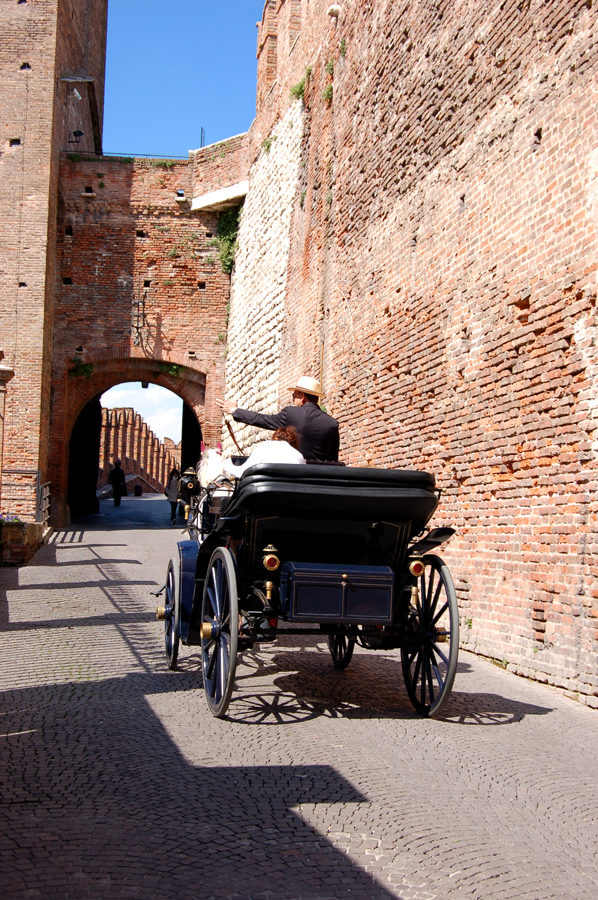
Un carro puxado por cavalo dirige-se à Ponte Scaligero

No início do século XIX, durante a ocupação napoleónica, o castelo foi transformado de forma a ser adaptado a arsenal e reduto defensivo urbano. Demolidos os edifícios do pátio setentrional, incluindo a antiga igreja de San Martino, entre 1802 e 1805 a nova caserna defensiva foi construída ao longo dos lados oeste e norte da praça de armas. As torres foram cortadas e cobertas por casamatas abobadadas; nos muros foram abertas canhoneiras. A linha de ameias das muralhas foi eliminada, sendo fechados os espaços intermédios. No ano de 1805 o Arco dei Gavi foi demolido por razões de viabilidade, também a adjacente Torre dell'Orologio (Torre do Relógio), já anteriormente danificada e cortada em 1797, foi completamente demolida para ampliar a via de passagem.
A transformação em caserna defensiva e em arsenal fortificado era vista como satisfatória pelo Comando militare absburgico (Comando militar dos Habsburgo), que manteve tal uso entre 1814 e 1866. Na década de 1830, na velha sede do Veneto Militar Collegio foi instalada a Scuola di Artiglieria dello Stato Maggiore (Escola de Artilharia do Estado Maior), transferida na década de 1850. Mesmo depois da construção do Arsenale della Campagnola, foi mantida no Castel Vecchio uma armaria e a caserna de artilharia. No final da década de 1850, na varanda da torre de menagem foi instalada uma estação de telegrafia óptica: as experiências eram finalizadas à disposição duma rede de sinalização óptica diurna e nocturna entre as praças fortes do Quadrilátero. Além de Verona, as fortalezas dotadas de estações de emissão e recepção eram Pastrengo, Rivoli, Peschiera del Garda, Mantova e Borgoforte.
Sob a Administração Italiana é confirmado o destino de caserna. Inicialmente sede do Comando di Fortezza, os edifícios da Corte della Reggia tornaram-se sede do Circolo Ufficiali di Presidio. Em 1870 a ponte do Castel Vecchio foi aberta ao público, passando a ser transitável com a abertura dum arco gótico nas muralhas circundantes, próximo dos restos da Torre dell'Orologio. Entre 1923 e 1926, durante o restauro de Forlati e Avena, a Torre dell'Orologio foi reconstruída em posição mais recuada, mais recolhida em direcção ao castelo; nos mesmos anos foi recomposto e restaurado o Arco dei Gavi ao centro da praceta situada frente à muralha nordeste do Castel Vecchio. No projecto de recuperação do Arsenale della Campagnola, actualmente em fase de estudo e definição, impõe-se o tema da unidade arquitectónica do incomparável conjunto monumental e paisagístico formado pelo Castel Vecchio, pela ponte fortificada sobre o Ádige e pelo habsbúrguico Arsenal Franz Joseph I (verdadeiro nome do Arsenale della Campagnola).

## Estrutura

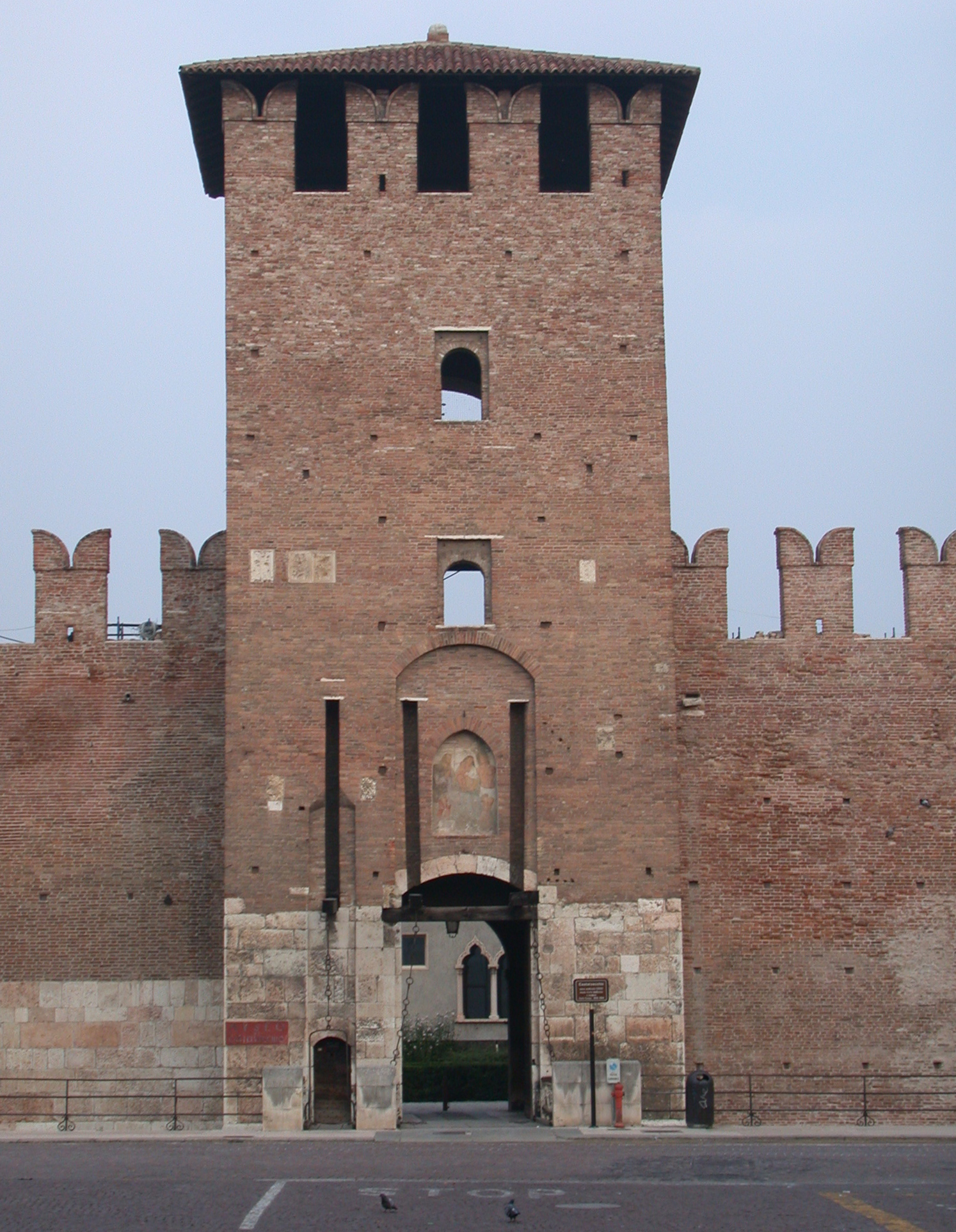
Entrada do Castel Vecchio.

A complexa disposição planimétrica do castelo é gerada pelas várias fases construtivas, pelas transformações e pelos restauros ocorridos com a passagem do tempo. Actualmente distinguem-se três partes, a chamada Corte della Reggia scaligera (Pátio do palácio Scala), a sul, e a Corte d'Armi (Praça de armas), a norte, separadas pela Corte del Mastio (Pátio da torre de menagem), hoje bastante transformada, em vários níveis de altura, depois da rectificação tardo-oitocentista do perfil da rampa de acesso à ponte fortificada.
Entre a Corte del Mastio e a Corte d'Armi ergue-se o alto pano de muralhas ameado, imponente resto da cerca no Adigetto, de época comunal, preexistente ao castelo. Estas muralhas estendem-se da Torre dell'Orologio à margem do Ádige, próximo da Ponte Scaligero. As sucessivas fases construtivas, e reconstruções, são assinaladas pelas diferentes texturas murais e pelos diversos materiais utilizados: na extremidade o muro é ásperos blocos de tufo, resto da edificação original (primeira metade do século XII); na parte central, reconstruída depois do desmoronamento de 1239, a muralha possui faixas alternadas de seixos e tijolos. Em direcção à Torre dell'Orologio é visível um troço formado por grossos blocos de pedra, recuperados de antigos edifícios. A Torre dell'Orologio original, demolida pelos franceses do general Napoleão Bonaparte, erguia-se em posição bastante mais saliente em relação ao caminho, quase em contacto e em defesa do Arco dei Gavi, englobado na muralha comunal do Adigetto e transformado em porta urbana.

### Corte della Reggia
A sul, a Corte della Reggia tem forma planimétrica irregular, em trapézio. A residência fortificada dos della Scala, ligada à alta torre de menagem, estava disposta ao longo do lado adjacente à margem do Ádige. A outra estrutura, ortogonalmente inserida nesta e adossada ao muro setentrional do pátio, foi edificada no século XVIII para ampliar a sede do Veneto Militar Collegio, edifício gravemente adulterado entre 1923 e 1925 e hoje irreconhecível. Uma torre-porta, com ponte levadiça, estende-se para sul na extremidade do palácio; a levante dessa mesma torre, ao longo do leito do Adigetto, insere-se a muralha ameada (feita de seixos e tijolos) que circunda o pátio a sul e a leste, assim como na torre de levante, no caminho, que precede a Torre dell'Orologio.
Na época dos Habsburgo a Corte della Reggia teve vários destinos: no edifício que serviu de sede ao Veneto Militar Collegio foi instalada a Scuola d'Artiglieria dello Stato Maggiore; depois da transferência desta última, o mesmo edifício foi utilizado como armaria.

### Corte d'Armi

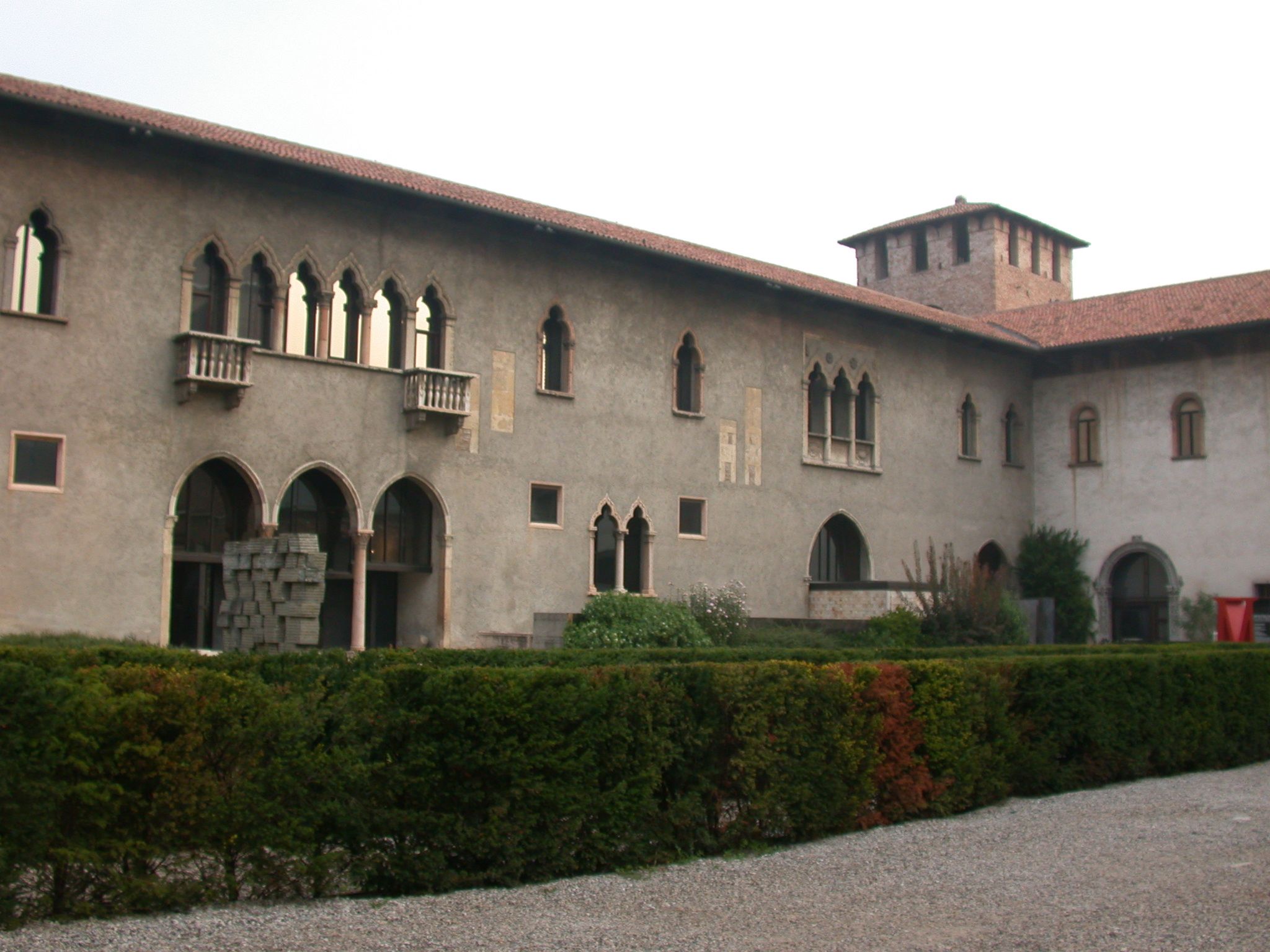
Vista parcial da Corte d'Armi.

A norte dispõe-se o recinto ameado, quase rectangular, da Corte d'Armi, protegido sobre o perímetro exterior pelo fosso seco e munido de quatro torres, ameias e cobertas por tecto de madeira em pavilhão. O grande recinto é fechado a sul, na direcção da Corte del Mastio, pela muralha comunal encabeçada pela Torre dell'Orologio (completamente reconstruída entre 1923 e 1925); frente a essa mesma muralha foi posto a descoberto o fosso seco interior original, completamente enterrado entre o século XVII e o século XVIII. Na muralha oriental, voltada para o caminho, está inserida, em posição intermédia, a torre-porta com ponte levadiça. Uma entrada secundária, também essa com ponte levadiça, está instalada ao lado da torre de esquina no caminho. O recinto conclui-se na margem do Ádige com a quarta torre, em cuja base se abre uma pequena porta de saída, chamada de pusterla. Nas paredes das torres e nas muralhas pode observar-se o emprego homogéneo de tijolos; a base, em perfil escarpado pelo nível do fosso seco, é, por outro lado, reforçada e revestida por blocos quadrados, regulares, de pedra talhada.
No espaço interno do pátio está disposta a caserna defensiva napoleónica, a qual fecha a frente sobre o Ádige a oeste e fica adossada à muralha a norte. Actualmente, esta estrutura está irreconhecível devido às transformações de restauro estilístico operadas entre 1923 e 1926). A caserna era uma estrutura casamatada, com poderosas abóbadas terraplanadas, à prova de bomba. O piso térreo era originalmente utilizado como armazém e laboratório para os materiais de artilharia; no primeiro andar estavam dispostos os alojamentos, função desempenhada pelas galerias exteriores. A escada com rampas contrapostas, apoiada na muralha comunal, levava à dita galeria e à cobertura, formada pelo terrapleno com perfil de fortificação, no qual estavam ordenadas novas posições de artilharia.
Na época dos Habsburgo, antes de ser edificado o novo Arsenale della Campagnola, os edifícios da Corte d'Armi eram utilizados como arsenal de artilharia; em seguida foram usados como caserna de artilharia.

### Torre de menagem ePonte Scaligero

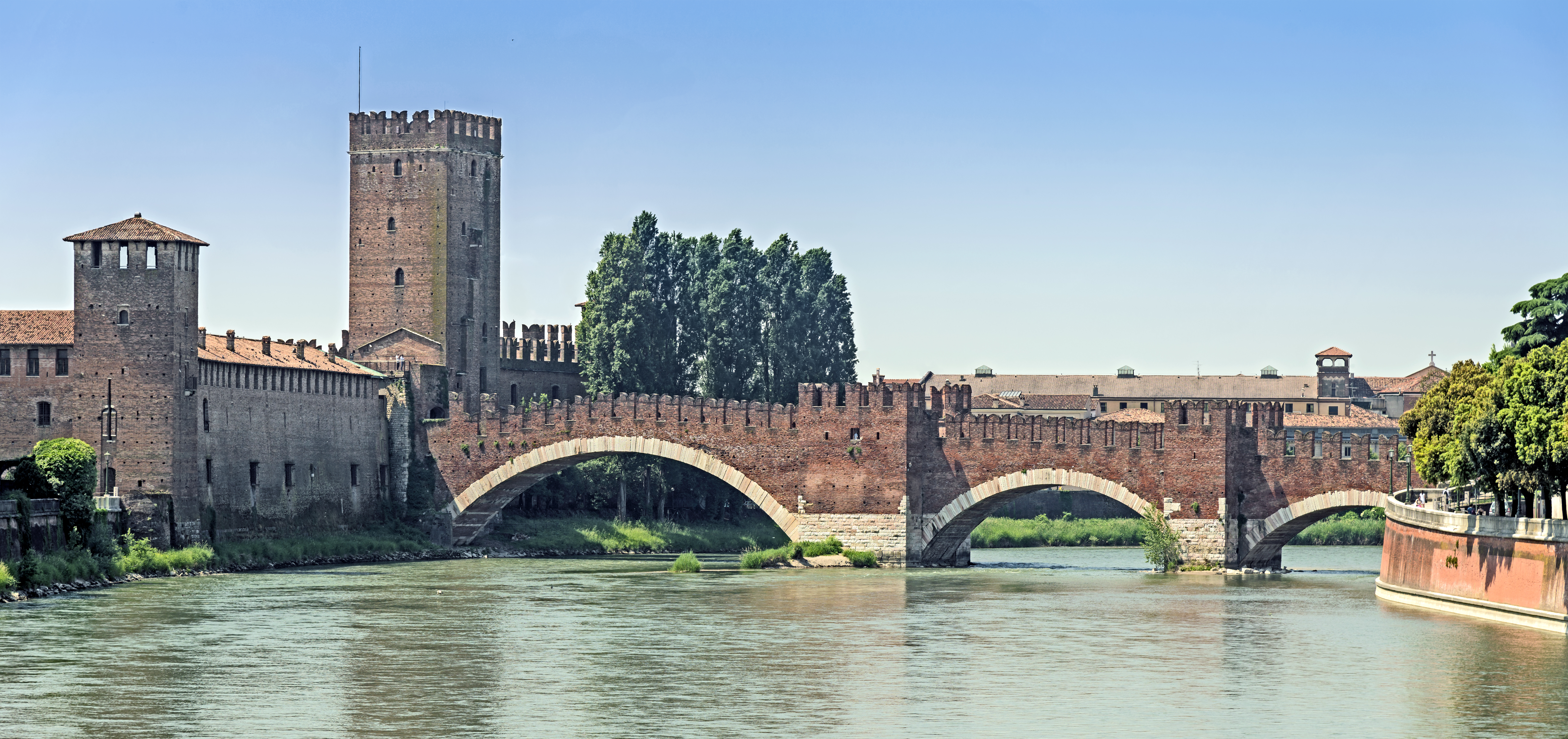
Ponte Scaligero e torre de menagem.

O conjunto do castelo é dominado pela alta massa da torre de menagem, que se ergue na frente ocidental, na margem do Ádige, junto com a ponte fortificada. A sua figura também se torna possante pelo aspecto dos paramentos murais, de tijolo, compactos e privados de destaques. Ainda no século XVIII, a faixa oriental era dominada por uma grande imagem, em afresco, do Leão de São Marcos, símbolo do domínio véneto. Na época dos Hbsburgo a torre hospedava a estação de telégrafo óptico militar, em comunicação com a rede de sinalização instituída entre as fortalezas do Quadrilátero. Os aparelhos de sinalização, diurnos e nocturnos, colocados na cobertura com terraço, estavam em ligação com os aparelhos correspondentes na Torre della Gabbia, em Mantova, e com os da torre telegrafica de Pastrengo, na colina de San Martino.
Tangente à base da torre de menagem, a Ponte Scaligero supera o rio com três arcos desiguais, devendo-se o mais audacioso ímpeto à arcada maior, numa distância de 48,69 metros. Ainda hoje a ponte se impõe ao observador como uma obra de arte.

## O Museu Cívico de Castelvecchio

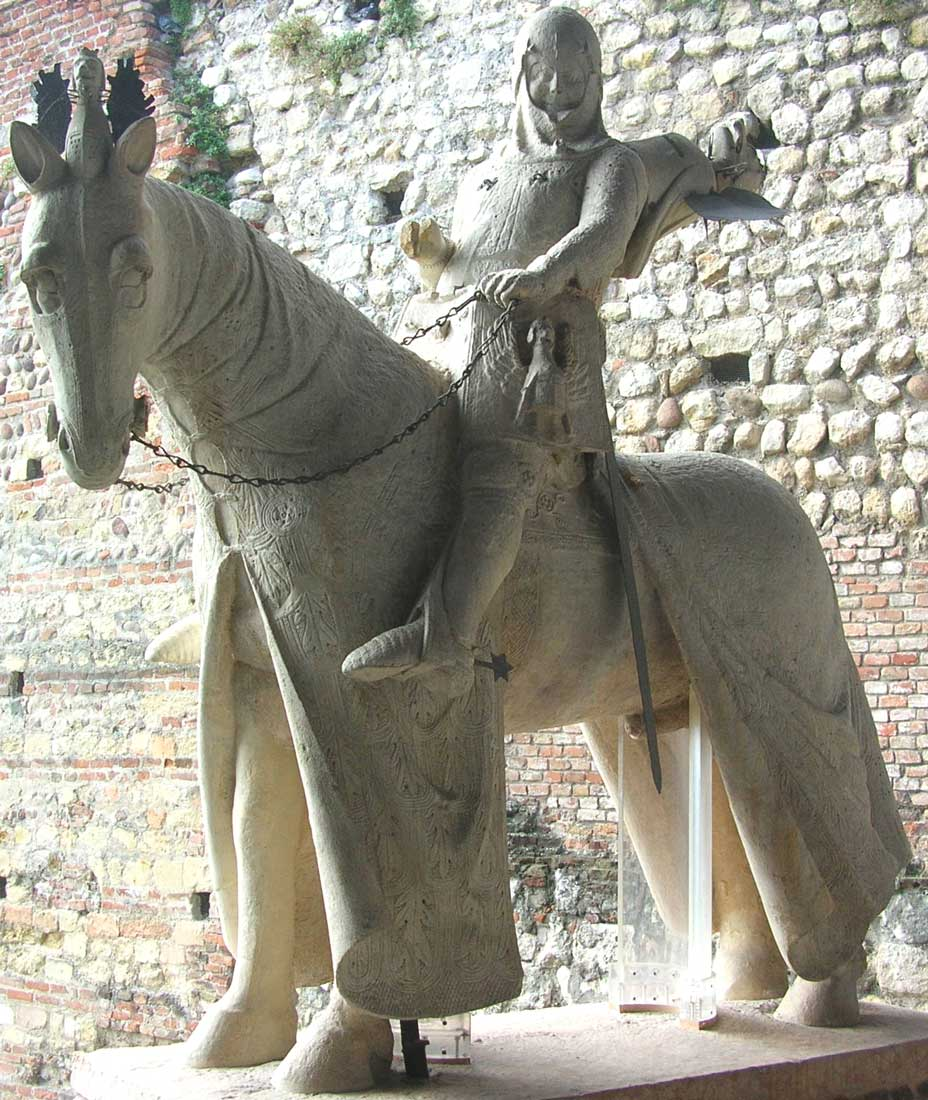
A estátua de Cangrande della Scala.

O Museu Cívico de Castelvecchio foi instalado no Castel Vecchio depois de obras de restauro efectuadas pelo arquitecto Carlo Scarpa entre 1959 e 1973. Este museu realça o exterior do edifício e os objectos expostos. O estilo arquitetónico único de Scarpa é visível nos detalhes dos portais, escadarias, mobiliário e mesmo nos acessórios desenhados para manter um pedaço específico do trabalho artístico.
O museu expõe uma colecção de, estátuas, pinturas, armamento antigo, cerâmicas, trabalhos em ouro e alguns sinos antigos.

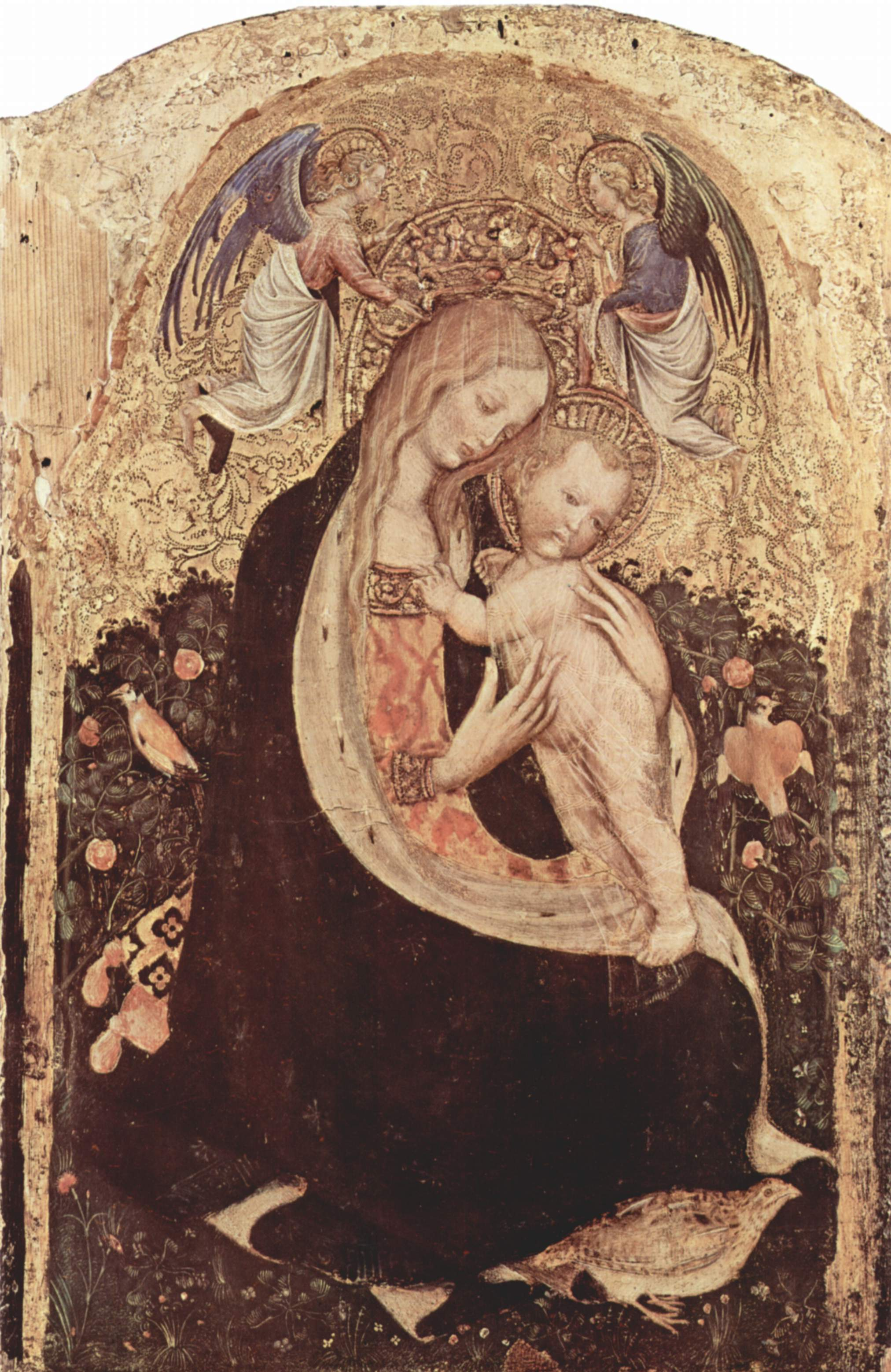
Madonna della Quaglia, Pisanello
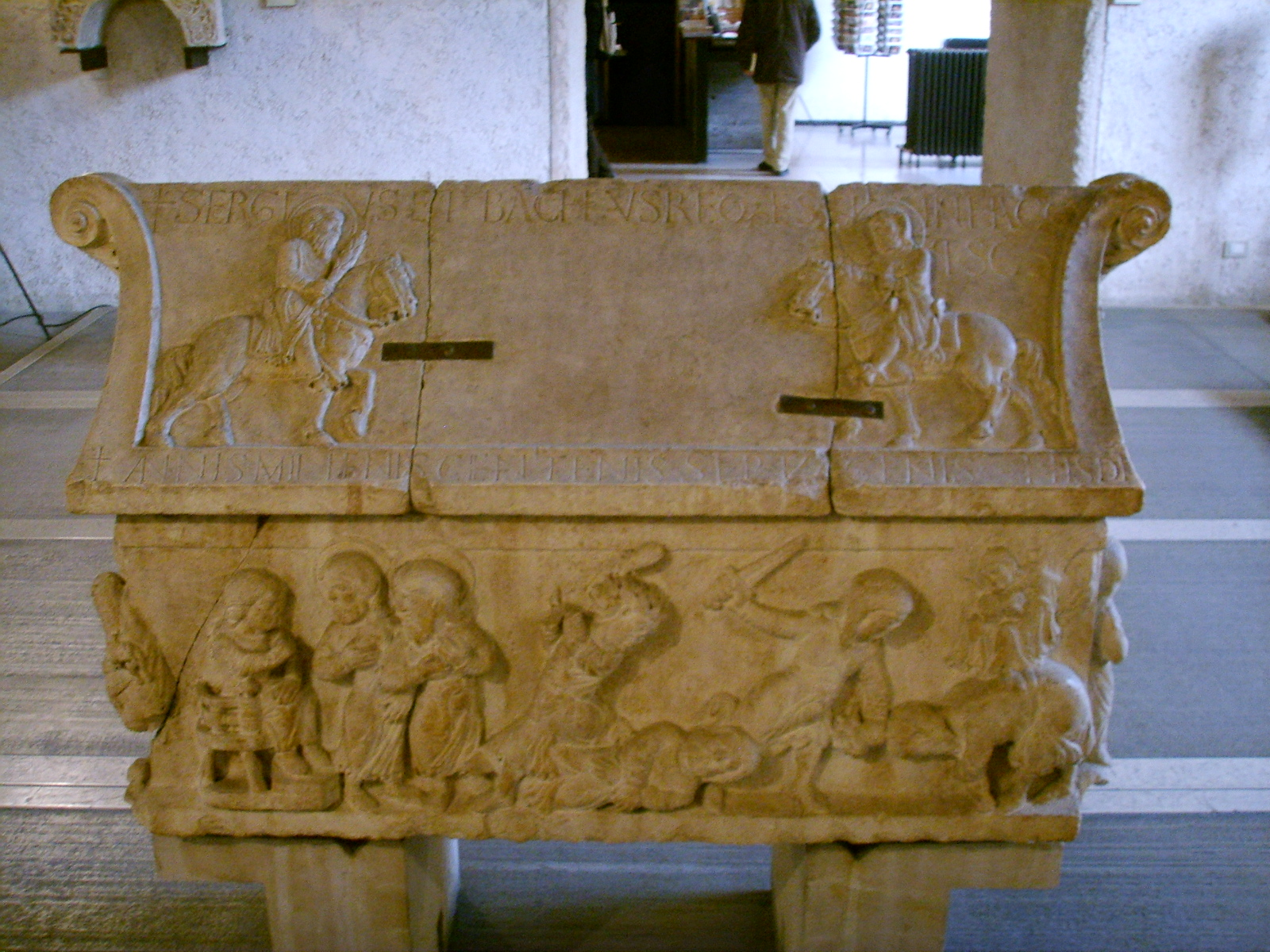
Sarcófago dos santos Sergio e Bacco
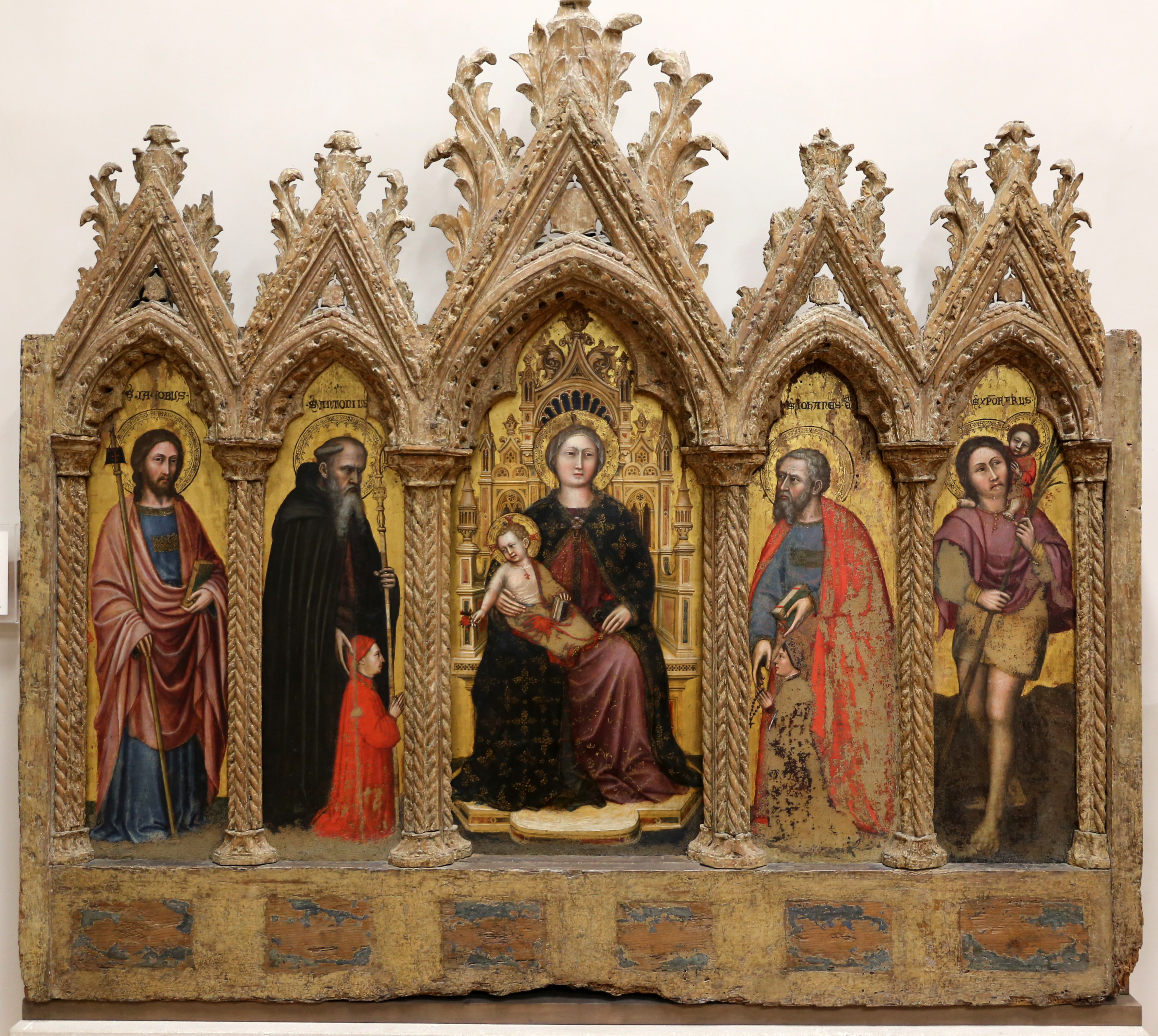
Políptico Boi, atribuído a Altichiero
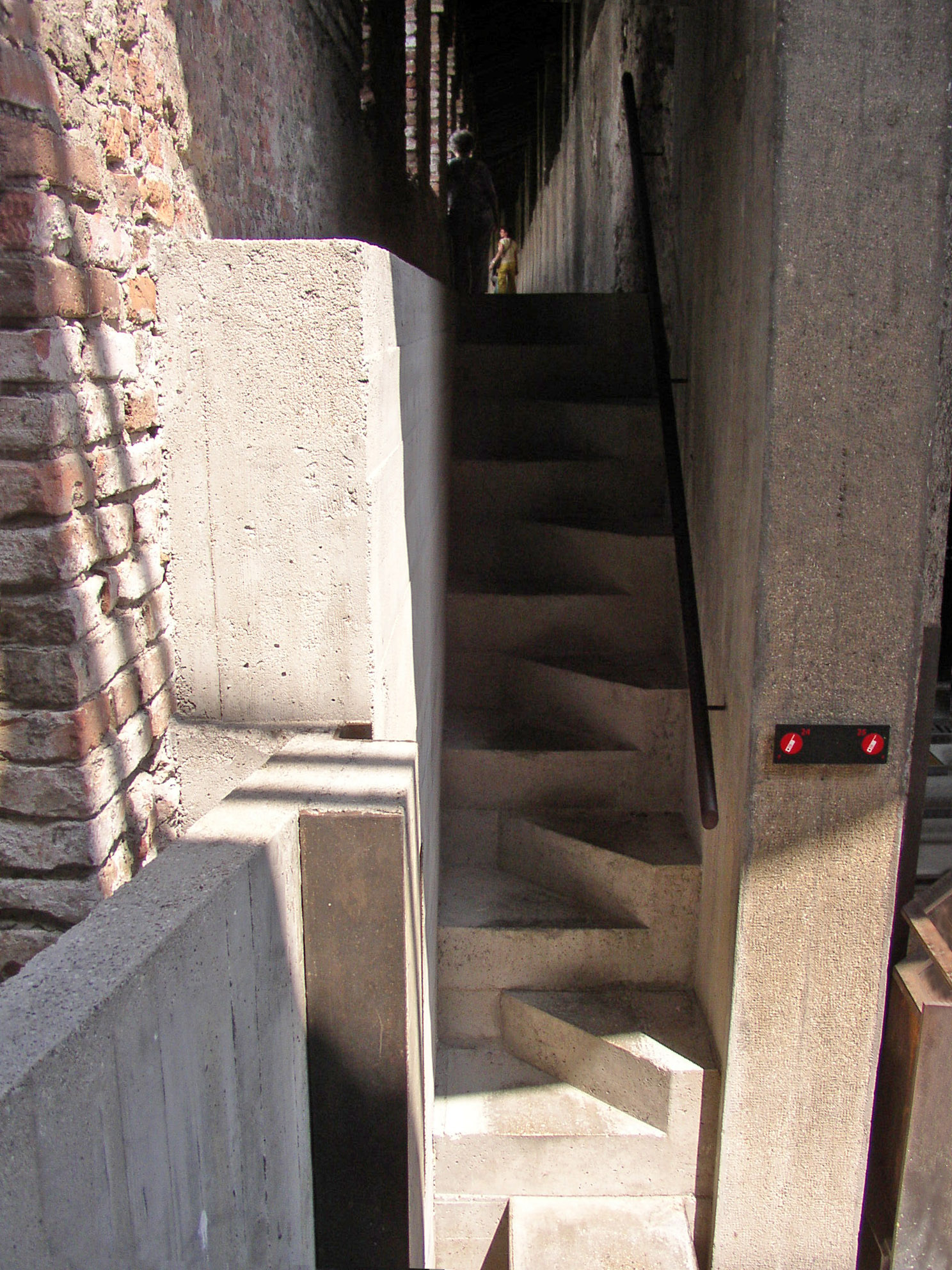
Uma escada escalonada realizada por Carlo Scarpa
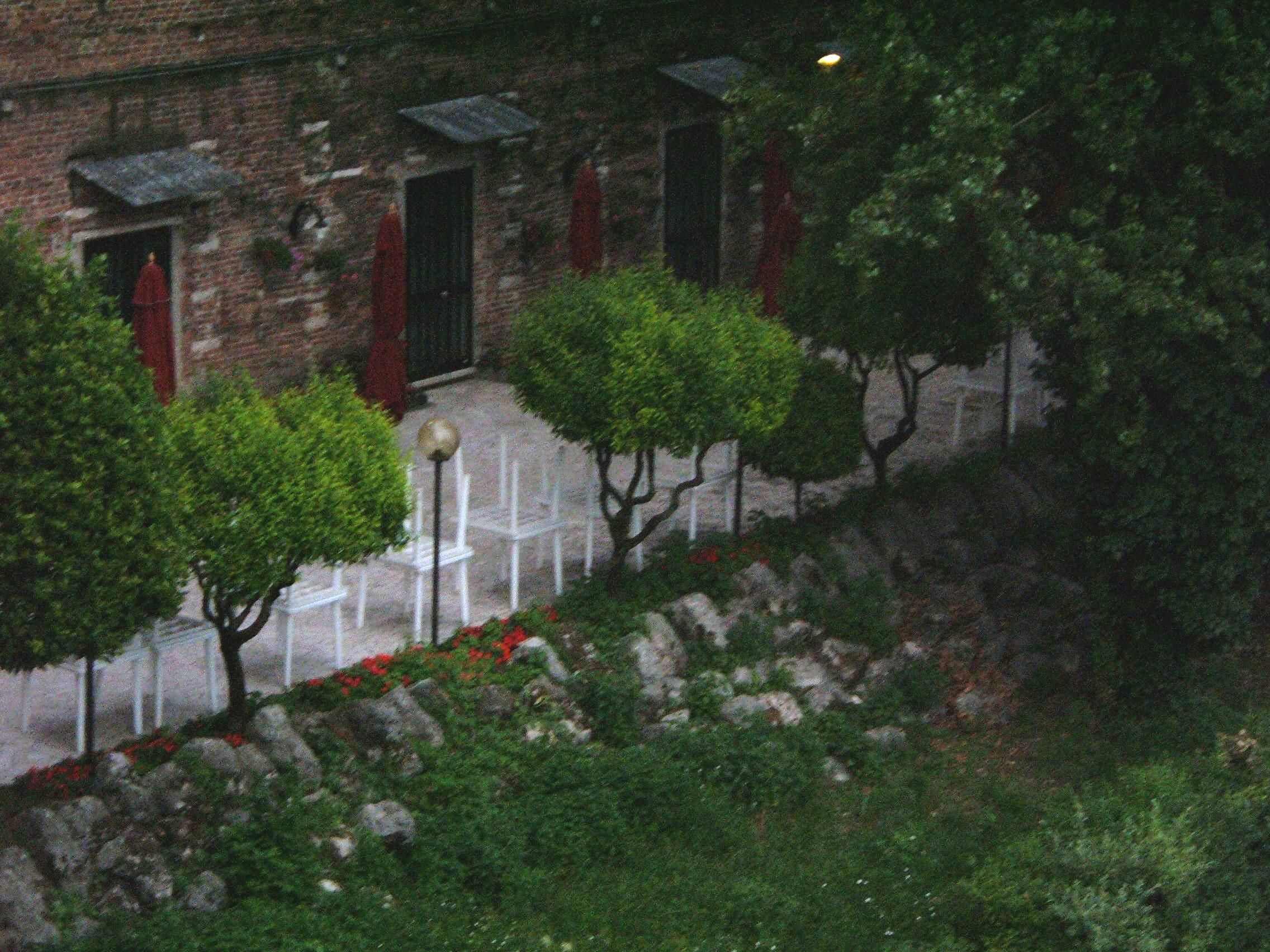
Detalhe do Caffè degli Ufficiali a Castelvecchio
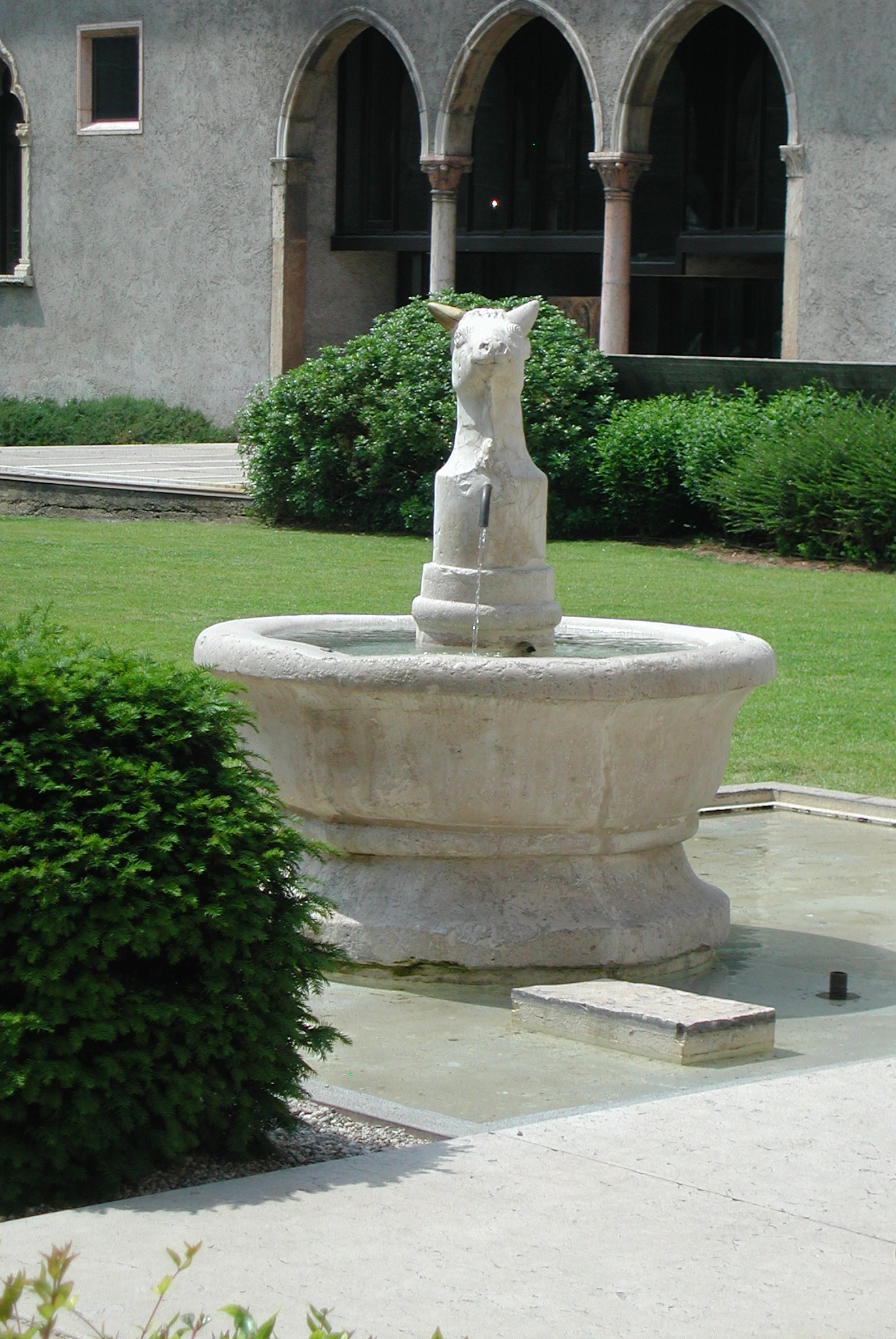
Uma fonte no pátio.

## Literatura
- Duby, Georges: Die Zeit der Kathedralen. Kunst und Gesellschaft 980-1420 [1976]. Frankfurt am Main [1992] 2ª ed. 1994, pp. 432–435. ISBN 3-518-28611-0